# Jurassic World: Kaosteori
Jurassic World: Kaosteori (originaltitel: Jurassic World: Chaos Theory) är en amerikansk animerad action- och äventyrsserie som hade premiär på Netflix den 25 maj 2024. Seriens första säsong består av tio avsnitt.

## Handling
Serien kretsar kring den unga paleontologen Darius Bowman som upptäcker att finns levande dinosaurier i Kaliforniens vildmark.

## Rollista (i urval)
- Paul-Mikél Williams – Darius Bowman
- Sean Giambrone – Ben Pincus
- Ryan Potter – Kenji Kon
- Raini Rodriguez
- Peter Arpesella